# Amaknak
L'illa Amaknak (en anglès Amaknak Island o Umaknak Island; en aleutià Amaxnaẋ) és una petita illa que es troba a la badia d'Unalaska, al nord-est d'Unalaska, al grup de les illes Fox de les illes Aleutianes, al sud-est d'Alaska.
El Dutch Harbor o port d'Unalaska es troba en aquesta illa, de poc més de 8,5 km² de superfície.
La seva població era de 2.524 habitants segons el Cens dels Estats Units del 2000, sent la més poblada de totes les illes Aleutianes. Prop del 59% de la població de la ciutat d'Unalaska es troba en ella.